# Fran Harris
Fran Harris (nacida el 12 de marzo de 1965 en Dallas, Texas) es una exjugadora de baloncesto estadounidense. Consiguió 1 medalla de oro con Estados Unidos en el mundial de la Unión Soviética 1986.